# Pat Benatar
Pat Benatar (født Patricia Mae Andrzejewski 10. januar 1953) er en 4-dobbelt Grammy Award-vindende amerikansk sangerinde, som er bedst kendt for sangene Love is a battlefield, Heartbreaker og Hit me with your best shot. Benatar har ifølge RIAA kredit for mere end 12,5 millioner plader, hvilket bl.a. inkluderer fem RIAA-certificerede platin album. Pat Benatar har været aktiv siden 1978.